# Clasificación al Campeonato Europeo Sub-17 de la UEFA 2012
La Clasificación al Campeonato Europeo Sub-17 de la UEFA 2012 fue la ronda de clasificación para el Torneo Final del Campeonato Europeo Sub-17 de la UEFA 2012. Los partidos se jugaron entre el 21 de septiembre y el 2 de noviembre de 2011. Todos los horarios son CET/CEST.
Los 52 equipos se dividieron en 13 grupos de cuatro equipos, y cada grupo se disputó como un mini torneo, organizado por uno de los equipos del grupo. Después de que se hayan jugado todos los partidos, los 13 ganadores de grupo y los 13 segundos de grupo avanzaron a la ronda élite.
Junto a los 26 equipos ganadores y subcampeones, también se clasificaron los dos mejores terceros clasificados. Estos se determinaron después de considerar solo sus resultados contra los dos mejores equipos de su grupo, y aplicar los siguientes criterios en este orden:
1. Mayor número de puntos obtenidos en estos partidos;
2. Diferencia de goles superior a estos partidos;
3. Mayor número de goles marcados en estos partidos;
4. Juego limpio de los equipos en todos los partidos de la fase de clasificación;
5. Sorteo.

## Ronda de Clasificación
En esta ronda se dividen los 52 equipos pertenecientes de la zona UEFA en 13 grupos de 4 equipos cada uno, en esta ronda se juega solamente un partido todos contra todos.
Pasan a la siguiente ronda los 2 primeros de cada grupo más los mejores 2 terceros lugares.
El sorteo se realizó el 30 de noviembre de 2010 en Nyon, Suiza.

### Grupo 1
Sede:  Hungría.
| Equipo      | Pts | PJ | PG | PE | PP | GF | GC | Dif |
| ----------- | --- | -- | -- | -- | -- | -- | -- | --- |
| Hungría (H) | 9   | 3  | 3  | 0  | 0  | 11 | 3  | 8   |
| Bielorrusia | 6   | 3  | 2  | 0  | 1  | 9  | 4  | 5   |
| Noruega     | 3   | 3  | 1  | 0  | 2  | 5  | 6  | -1  |
| Andorra     | 0   | 3  | 0  | 0  | 3  | 0  | 12 | -12 |

| 23 de septiembre de 2011 | Noruega                            | 3:0 (2:0) | Andorra | Városi Stadion, Dorog, Hungría |                             |
| 15:00 (CEST)             | - Sakor 15', 29' - Bjerkenes 80+1' | Reporte   |         | Árbitro(s): Alan Mario Sant    | Árbitro(s): Alan Mario Sant |

| 23 de septiembre de 2011 | Hungría                                              | 4:1 (2:0) | Bielorrusia     | Globall Football Park, Telki, Hungría |                              |
| 15:00 (CEST)             | - Tamás 16' (pen.), 53' - Asztalos 32' - Bobál 80+2' | Reporte   | - 71' Rassadkin | Árbitro(s): Christof Dierick          | Árbitro(s): Christof Dierick |

| 25 de septiembre de 2011 | Noruega | 0:3 (0:2) | Bielorrusia                                     | Globall Football Park, Telki, Hungría |                        |
| 12:00 (CEST)             |         | Reporte   | - 11' Vodyanovich - 38' Marozaw - 68' Rassadkin | Árbitro(s): Neil Doyle                | Árbitro(s): Neil Doyle |

| 25 de septiembre de 2011 | Andorra | 0:4 (0:1) | Hungría                                                    | Globall Football Park, Telki, Hungría |                              |
| 15:00 (CEST)             |         | Reporte   | - 23' Bobál - 48' Asztalos - 54' (pen.) Tamás - 77' Farkas | Árbitro(s): Christof Dierick          | Árbitro(s): Christof Dierick |

| 28 de septiembre de 2011 | Hungría                        | 3:2 (1:2) | Noruega                   | Globall Football Park, Telki, Hungría |                             |
| 15:00 (CEST)             | - Tamás 27' - Bobál 54', 80+2' | Reporte   | - 36' Finne - 40+3' Dæhli | Árbitro(s): Alan Mario Sant           | Árbitro(s): Alan Mario Sant |

| 28 de septiembre de 2011 | Bielorrusia                                                                             | 5:0 (3:0) | Andorra | Városi Stadion, Dorog, Hungría |                        |
| 15:00 (CEST)             | - Zhurnevich 15' - Marozaw 18' - Rassadkin 30' (pen.) - Gribovskiy 60' - Vershitski 69' | Reporte   |         | Árbitro(s): Neil Doyle         | Árbitro(s): Neil Doyle |

### Grupo 2
Sede:  Portugal.
| Equipo       | Pts | PJ | PG | PE | PP | GF | GC | Dif |
| ------------ | --- | -- | -- | -- | -- | -- | -- | --- |
| Rusia        | 7   | 3  | 2  | 1  | 0  | 5  | 2  | 3   |
| Portugal (H) | 7   | 3  | 2  | 1  | 0  | 4  | 2  | 2   |
| Finlandia    | 1   | 3  | 0  | 1  | 3  | 2  | 4  | -2  |
| Rumania      | 1   | 3  | 0  | 1  | 3  | 4  | 7  | -3  |

| 24 de octubre de 2011 | Rumania                    | 2:2 (2:1) | Finlandia                  | Estadio Municipal, Santa Comba Dão, Portugal |                                     |
| 17:00 (WEST)          | - Târnovan 8' - Prodan 18' | Reporte   | - 26' Rahimi - 53' Jokinen | Árbitro(s): Anastasios Sidiropoulos          | Árbitro(s): Anastasios Sidiropoulos |

| 24 de octubre de 2011 | Portugal         | 1:1 (0:1) | Rusia        | Estádio do Fontelo, Viseu, Portugal |                           |
| 19:00 (WEST)          | - João Nunes 60' | Reporte   | - 2' Lomakin | Árbitro(s): Tolga Özkalfa           | Árbitro(s): Tolga Özkalfa |

| 26 de octubre de 2011 | Rusia          | 1:0 (1:0) | Rumania | Parque Desportivo de Santa Ana, Penalva do Castelo, Portugal |                                     |
| 17:00 (WEST)          | - Kurzenyov 1' | Reporte   |         | Árbitro(s): Anastasios Sidiropoulos                          | Árbitro(s): Anastasios Sidiropoulos |

| 26 de octubre de 2011 | Portugal                      | 2:1 (2:0) | Finlandia         | Estádio do Fontelo, Viseu, Portugal |                          |
| 19:00 (WEST)          | - Soares 15' - Podstawski 18' | Reporte   | - 75' Voutilainen | Árbitro(s): Bobby Madden            | Árbitro(s): Bobby Madden |

| 29 de octubre de 2011 | Rumania | 0:1 (0:0) | Portugal         | Estádio João Cardoso, Tondela, Portugal |                           |
| 17:00 (WEST)          |         | Reporte   | - 42' Podstawski | Árbitro(s): Tolga Özkalfa               | Árbitro(s): Tolga Özkalfa |

| 29 de octubre de 2011 | Finlandia     | 1:3 (0:3) | Rusia                                | Estadio Municipal, Mangualde, Portugal |                          |
| 17:00 (WEST)          | - Sjöroos 78' | Reporte   | - 22', 40+1' Lomakin - 32' Kurzenyov | Árbitro(s): Bobby Madden               | Árbitro(s): Bobby Madden |

### Grupo 3
Sede:  Macedonia del Norte.
| Equipo                  | Pts | PJ | PG | PE | PP | GF | GC | Dif |
| ----------------------- | --- | -- | -- | -- | -- | -- | -- | --- |
| Escocia                 | 7   | 3  | 2  | 1  | 0  | 5  | 1  | 4   |
| Turquía                 | 5   | 3  | 1  | 2  | 0  | 4  | 2  | 2   |
| Macedonia del Norte (H) | 4   | 3  | 1  | 1  | 1  | 6  | 2  | 4   |
| San Marino              | 0   | 3  | 0  | 0  | 3  | 0  | 10 | -10 |

| 24 de octubre de 2011 | Escocia                               | 3:0 (1:0) | San Marino | Stadion Blagoj Istatov, Strumica, Macedonia del Norte |                           |
| 14:00 (CEST)          | - Findlay 3' - Kidd 46' - Hendrie 66' | Reporte   |            | Árbitro(s): Ognjen Valjić                             | Árbitro(s): Ognjen Valjić |

| 24 de octubre de 2011 | Turquía    | 1:1 (1:1) | Macedonia del Norte | Stadion Kukuš, Strumica, Macedonia del Norte |                          |
| 14:00 (CEST)          | - Çiçek 9' |           | - 25' (a.g.) Aydın  | Árbitro(s): Sven Bindels                     | Árbitro(s): Sven Bindels |

| 26 de octubre de 2011 | San Marino | 0:2 (0:0) | Turquía          | Stadion Kukuš, Strumica, Macedonia del Norte |                         |
| 14:00 (CEST)          |            |           | - 59', 72' Çiçek | Árbitro(s): Alain Bieri                      | Árbitro(s): Alain Bieri |

| 26 de octubre de 2011 | Escocia       | 1:0 (0:0) | Macedonia del Norte | Stadion Blagoj Istatov, Strumica, Macedonia del Norte |                         |
| 14:00 (CEST)          | - Lindsay 65' | Reporte   |                     | Árbitro(s): Alain Bieri                               | Árbitro(s): Alain Bieri |

| 29 de octubre de 2011 | Turquía     | 1:1 (0:0) | Escocia      | Stadion Blagoj Istatov, Strumica, Macedonia del Norte |                           |
| 14:00 (CEST)          | - Çiçek 44' | Reporte   | - 64' Telfer | Árbitro(s): Ognjen Valjić                             | Árbitro(s): Ognjen Valjić |

| 29 de octubre de 2011 | Macedonia del Norte                                          | 5:0 (4:0) | San Marino | Stadion Kukuš, Strumica, Macedonia del Norte |                          |
| 14:00 (CEST)          | - Velkovski 9' (pen.) - Avramovski 12', 26' - Imeri 39', 51' | Reporte   |            | Árbitro(s): Sven Bindels                     | Árbitro(s): Sven Bindels |

### Grupo 4
Sede:  Kazajistán.
| Equipo          | Pts | PJ | PG | PE | PP | GF | GC | Dif |
| --------------- | --- | -- | -- | -- | -- | -- | -- | --- |
| República Checa | 9   | 3  | 3  | 0  | 0  | 9  | 0  | 9   |
| Irlanda         | 4   | 3  | 1  | 1  | 1  | 9  | 2  | 7   |
| Kazajistán (H)  | 4   | 3  | 1  | 1  | 1  | 9  | 3  | 6   |
| Liechtenstein   | 0   | 3  | 0  | 0  | 3  | 0  | 22 | -22 |

| 19 de octubre de 2011 | Irlanda | 8:0 (5:0) | Liechtenstein | Estadio Central, Almatý, Kazajistán |                            |
| 11:00 (ALMT)          | - R. O'Reilly 12' - O'Neill 21' - Byrne 28', 60' (pen.), 80+2' - Leddy 32' (pen.) - Callan-McFadden 37' - Grealish 51' | Reporte   |               | Árbitro(s): Sergejus Slyva          | Árbitro(s): Sergejus Slyva |

| 19 de octubre de 2011 | República Checa  | 2:0 (1:0) | Kazajistán | Estadio Central, Almatý, Kazajistán |                           |
| 15:00 (ALMT)          | - Mašek 21', 49' | Reporte   |            | Árbitro(s): Damir Batinić           | Árbitro(s): Damir Batinić |

| 21 de octubre de 2011 | República Checa                                                     | 6:0 (4:0) | Liechtenstein | Estadio Central, Almatý, Kazajistán |                                 |
| 11:00 (ALMT)          | - Kurušta 12' - Mašek 14', 18', 26' (pen.) - Půda 56' - Neumann 66' | Reporte   |               | Árbitro(s): Levan Kvaratskhelia     | Árbitro(s): Levan Kvaratskhelia |

| 21 de octubre de 2011 | Kazajistán    | 1:1 (1:0) | Irlanda        | Estadio Central, Almatý, Kazajistán |                            |
| 15:00 (ALMT)          | - Antipov 14' | Reporte   | - 77' Grealish | Árbitro(s): Sergejus Slyva          | Árbitro(s): Sergejus Slyva |

| 24 de octubre de 2011 | Irlanda | 0:1 (0:0) | República Checa | Dynamo Stadium, Almatý, Kazajistán |                           |
| 11:00 (ALMT)          |         | Reporte   | - 63' Holzer    | Árbitro(s): Damir Batinić          | Árbitro(s): Damir Batinić |

| 24 de octubre de 2011 | Liechtenstein | 0:8 (0:5) | Kazajistán                                                                                                  | Estadio Central, Almatý, Kazajistán |                                 |
| 11:00 (ALMT)          |               | Reporte   | - 14', 17' Moiseev - 17', 26' Donchenko - 40+1' Antipov - 61' Aymbetov - 67' Vomenko - 73' (pen.) Zhagippar | Árbitro(s): Levan Kvaratskhelia     | Árbitro(s): Levan Kvaratskhelia |

### Grupo 5
Sede:  Dinamarca.
| Equipo        | Pts | PJ | PG | PE | PP | GF | GC | Dif |
| ------------- | --- | -- | -- | -- | -- | -- | -- | --- |
| Dinamarca (H) | 9   | 3  | 3  | 0  | 0  | 11 | 3  | 8   |
| Italia        | 6   | 3  | 2  | 0  | 1  | 7  | 6  | 1   |
| Austria       | 3   | 3  | 1  | 0  | 2  | 5  | 5  | 0   |
| Chipre        | 0   | 3  | 0  | 0  | 3  | 1  | 10 | -9  |

| 12 de octubre de 2011 | Austria                      | 2:0 (0:0) | Chipre | Estadio Brøndby, Copenhague, Dinamarca |                                |
| 15:00 (CEST)          | - Grubeck 56' - Taschner 64' | Reporte   |        | Árbitro(s): Vitaly Sevostyanik         | Árbitro(s): Vitaly Sevostyanik |

| 12 de octubre de 2011 | Italia                   | 1:4 (1:0) | Dinamarca                                                            | Hvidovre Stadium, Hvidovre, Dinamarca |                              |
| 18:00 (CEST)          | - Christensen 19' (a.g.) | Reporte   | - 49' Christensen - 58' Andersen - 62' (pen.) Højbjerg - 77' Nielsen | Árbitro(s): Szymon Marciniak          | Árbitro(s): Szymon Marciniak |

| 14 de octubre de 2011 | Italia                                               | 3:0 (2:0) | Chipre | Gladsaxe Stadium, Gladsaxe, Dinamarca |                               |
| 15:00 (CEST)          | - Pedrabissi 29' - Capezzi 35' (pen.) - Ferrante 74' | Reporte   |        | Árbitro(s): Vladimir Kazmenko         | Árbitro(s): Vladimir Kazmenko |

| 14 de octubre de 2011 | Dinamarca                    | 2:1 (2:0) | Austria       | Estadio Brøndby, Copenhague, Dinamarca |                              |
| 18:00 (CEST)          | - Thomsen 3' - Mathiasen 18' | Reporte   | - 61' Blutsch | Árbitro(s): Szymon Marciniak           | Árbitro(s): Szymon Marciniak |

| 17 de octubre de 2011 | Austria                         | 2:3 (0:2) | Italia                            | Hvidovre Stadium, Hvidovre, Dinamarca |                                |
| 18:00 (CEST)          | - Grillitsch 51' - Taschner 61' | Reporte   | - 7', 8' Pedrabissi - 80+1' Cerri | Árbitro(s): Vitaly Sevostyanik        | Árbitro(s): Vitaly Sevostyanik |

| 17 de octubre de 2011 | Chipre            | 1:5 (0:2) | Dinamarca                                                                     | Gladsaxe Stadium, Gladsaxe, Dinamarca |                               |
| 18:00 (CEST)          | - Pougioukkas 55' | Reporte   | - 13' Mathiasen - 22' Larsen - 48' Højbjerg - 51' Hjulsager - 80+3' Jørgensen | Árbitro(s): Vladimir Kazmenko         | Árbitro(s): Vladimir Kazmenko |

### Grupo 6
Sede:  Bosnia y Herzegovina.
| Equipo                   | Pts | PJ | PG | PE | PP | GF | GC | Dif |
| ------------------------ | --- | -- | -- | -- | -- | -- | -- | --- |
| Inglaterra               | 9   | 3  | 3  | 0  | 0  | 7  | 0  | 7   |
| Países Bajos             | 6   | 3  | 2  | 0  | 1  | 7  | 2  | 5   |
| Bosnia y Herzegovina (H) | 3   | 3  | 1  | 0  | 2  | 1  | 5  | -4  |
| Letonia                  | 0   | 3  | 0  | 0  | 3  | 1  | 9  | -8  |

| 26 de octubre de 2011 | Países Bajos                             | 3:0 (1:0) | Bosnia y Herzegovina | Estadio Grbavica, Sarajevo, Bosnia y Herzegovina       |                                                        |
| 14:00 (CEST)          | - Aké 7' - Haye 52' - van den Boomen 73' | Reporte   |                      | Asistencia: 800 espectadores Árbitro(s): Ilias Spathas | Asistencia: 800 espectadores Árbitro(s): Ilias Spathas |

| 26 de octubre de 2011 | Inglaterra                                      | 4:0 (3:0) | Letonia | Estadio Asim Ferhatović Hase, Sarajevo, Bosnia y Herzegovina |                                                             |
| 19:00 (CEST)          | - Robinson 3' - Shaw 14' - Akpom 36' - Cole 58' | Reporte   |         | Asistencia: 120 espectadores Árbitro(s): Jovan Kaludjerović  | Asistencia: 120 espectadores Árbitro(s): Jovan Kaludjerović |

| 28 de octubre de 2011 | Inglaterra               | 2:0 (0:0) | Bosnia y Herzegovina | Estadio Asim Ferhatović Hase, Sarajevo, Bosnia y Herzegovina |                                                          |
| 14:00 (CEST)          | - Hayden 46' - Akpom 68' | Reporte   |                      | Asistencia: 400 espectadores Árbitro(s): Marios Stamatis     | Asistencia: 400 espectadores Árbitro(s): Marios Stamatis |

| 28 de octubre de 2011 | Letonia         | 1:4 (0:3) | Países Bajos                                                | Estadio Grbavica, Sarajevo, Bosnia y Herzegovina      |                                                       |
| 14:00 (CEST)          | - Vorobjovs 52' | Reporte   | - 23' Vilhena - 28' Lumu - 31' Marinus - 56' van den Boomen | Asistencia: 50 espectadores Árbitro(s): Ilias Spathas | Asistencia: 50 espectadores Árbitro(s): Ilias Spathas |

| 31 de octubre de 2011 | Países Bajos | 0:1 (0:1) | Inglaterra | Estadio Asim Ferhatović Hase, Sarajevo, Bosnia y Herzegovina |                                                            |
| 14:00 (CEST)          |              | Reporte   | - 21' Cole | Asistencia: 20 espectadores Árbitro(s): Jovan Kaludjerović   | Asistencia: 20 espectadores Árbitro(s): Jovan Kaludjerović |

| 31 de octubre de 2011 | Bosnia y Herzegovina | 1:0 (1:0) | Letonia | Estadio Grbavica, Sarajevo, Bosnia y Herzegovina         |                                                          |
| 14:00 (CEST)          | - Gačinović 30'      | Reporte   |         | Asistencia: 200 espectadores Árbitro(s): Marios Stamatis | Asistencia: 200 espectadores Árbitro(s): Marios Stamatis |

### Grupo 7
Sede:  Croacia.
| Equipo      | Pts | PJ | PG | PE | PP | GF | GC | Dif |
| ----------- | --- | -- | -- | -- | -- | -- | -- | --- |
| Bélgica     | 6   | 3  | 2  | 0  | 1  | 5  | 5  | 0   |
| Ucrania     | 4   | 3  | 1  | 1  | 1  | 2  | 1  | 1   |
| Azerbaiyán  | 4   | 3  | 1  | 1  | 1  | 2  | 2  | 0   |
| Croacia (H) | 3   | 3  | 1  | 0  | 2  | 5  | 6  | -1  |

| 25 de octubre de 2011 | Bélgica | 0:2 (0:2) | Ucrania                      | Laco Stadion, Novigrad, Croacia |                           |
| 15:30 (CEST)          |         | Reporte   | - 5' Bilonoh - 39' Radchenko | Árbitro(s): Petur Reinert       | Árbitro(s): Petur Reinert |

| 25 de octubre de 2011 | Croacia     | 1:2 (0:1) | Azerbaiyán                 | Stadion Valbruna, Rovinj, Croacia |                              |
| 15:30 (CEST)          | - Pjaca 69' | Reporte   | - 33' Nasirli - 53' Aliyev | Árbitro(s): Andris Treimanis      | Árbitro(s): Andris Treimanis |

| 27 de octubre de 2011 | Bélgica         | 1:0 (0:0) | Azerbaiyán | Gradski Stadion, Umag, Croacia |                           |
| 15:30 (CEST)          | - Milošević 41' | Reporte   |            | Árbitro(s): István Kovács      | Árbitro(s): István Kovács |

| 27 de octubre de 2011 | Ucrania | 0:1 (0:0) | Croacia       | Stadion Veli Jože, Poreč, Croacia |                           |
| 15:30 (CEST)          |         | Reporte   | - 72' Pašalić | Árbitro(s): Petur Reinert         | Árbitro(s): Petur Reinert |

| 30 de octubre de 2011 | Croacia                                  | 3:4 (0:1) | Bélgica                                 | Laco Stadion, Novigrad, Croacia |                           |
| 15:30 (CEST)          | - Mandić 72' - Faletar 79' - Kolar 80+4' | Reporte   | - 20', 50' Milošević - 62', 80' Dierckx | Árbitro(s): István Kovács       | Árbitro(s): István Kovács |

| 30 de octubre de 2011 | Azerbaiyán | 0:0     | Ucrania | Stadion Veli Jože, Poreč, Croacia |                              |
| 15:30 (CEST)          |            | Reporte |         | Árbitro(s): Andris Treimanis      | Árbitro(s): Andris Treimanis |

### Grupo 8
Sede:  Moldavia.
| Equipo       | Pts | PJ | PG | PE | PP | GF | GC | Dif |
| ------------ | --- | -- | -- | -- | -- | -- | -- | --- |
| Suecia       | 7   | 3  | 2  | 1  | 0  | 5  | 0  | 5   |
| Georgia      | 6   | 3  | 2  | 0  | 1  | 5  | 5  | 0   |
| Bulgaria     | 4   | 3  | 1  | 1  | 1  | 4  | 3  | 1   |
| Moldavia (H) | 0   | 3  | 0  | 0  | 3  | 1  | 7  | -6  |

| 21 de septiembre de 2011 | Georgia                                                          | 3:2 (2:1) | Bulgaria          | Dinamo-Auto Stadium, Tiráspol, Moldavia |                              |
| 11:00 (EEST)             | - Chechelashvili 19' (pen.) - Akhvlediani 23' - Papunashvili 69' | Reporte   | - 17', 71' Petkov | Árbitro(s): Nikola Dabanović            | Árbitro(s): Nikola Dabanović |

| 21 de septiembre de 2011 | Suecia                                          | 3:0 (2:0) | Moldavia | Vadul lui Vodă City Stadium, Chisináu, Moldavia |                           |
| 15:00 (EEST)             | - Gherman 21' (a.g.) - Olsson 39' - Kouakou 48' | Reporte   |          | Árbitro(s): Arnold Hunter                       | Árbitro(s): Arnold Hunter |

| 23 de septiembre de 2011 | Bulgaria | 0:0     | Suecia | District Sport Complex, Orhei, Moldavia |                           |
| 11:00 (EEST)             |          | Reporte |        | Árbitro(s): Arnold Hunter               | Árbitro(s): Arnold Hunter |

| 23 de septiembre de 2011 | Georgia                                     | 2:1 (2:0) | Moldavia      | Vadul lui Vodă City Stadium, Chisináu, Moldavia |                            |
| 15:00 (EEST)             | - Chechelashvili 34' (pen.) - Chanturia 39' | Reporte   | - 65' Iriciuc | Árbitro(s): Clayton Pisani                      | Árbitro(s): Clayton Pisani |

| 26 de septiembre de 2011 | Suecia                     | 2:0 (0:0) | Georgia | District Sport Complex, Orhei, Moldavia |                            |
| 15:00 (EEST)             | - Sangré 43' - Kouakou 64' | Reporte   |         | Árbitro(s): Clayton Pisani              | Árbitro(s): Clayton Pisani |

| 26 de septiembre de 2011 | Moldavia | 0:2 (0:0) | Bulgaria                 | Vadul lui Vodă City Stadium, Chisináu, Moldavia |                              |
| 15:00 (EEST)             |          | Reporte   | - 54' Petkov - 60' Kolev | Árbitro(s): Nikola Dabanović                    | Árbitro(s): Nikola Dabanović |

### Grupo 9
Sede:  Serbia.
| Equipo     | Pts | PJ | PG | PE | PP | GF | GC | Dif |
| ---------- | --- | -- | -- | -- | -- | -- | -- | --- |
| Serbia (H) | 9   | 3  | 3  | 0  | 0  | 10 | 2  | 8   |
| Lituania   | 3   | 3  | 1  | 0  | 2  | 4  | 4  | 0   |
| Gales      | 3   | 3  | 1  | 0  | 2  | 5  | 9  | -4  |
| Armenia    | 3   | 3  | 1  | 0  | 2  | 4  | 8  | -4  |

| 17 de octubre de 2011 | Serbia                   | 2:0 (1:0) | Lituania | Stadion Promenada, Sremska Mitrovica, Serbia |                                |
| 14:30 (CEST)          | - Spremo 10' - Simić 77' | Reporte   |          | Árbitro(s): Ioannis Anastasiou               | Árbitro(s): Ioannis Anastasiou |

| 17 de octubre de 2011 | Gales           | 2:3 (2:1) | Armenia                                 | Suvača Stadium, Pećinci, Serbia |                               |
| 15:15 (CEST)          | - Hill 11', 29' | Reporte   | - 40', 57' Harutyunyan - 80+2' Bakalyan | Árbitro(s): Aleksander Gauzer   | Árbitro(s): Aleksander Gauzer |

| 19 de octubre de 2011 | Gales                  | 2:0 (1:0) | Lituania | Stadion Promenada, Sremska Mitrovica, Serbia |                           |
| 14:30 (CEST)          | - James 3' - Weeks 70' | Reporte   |          | Árbitro(s): Ivan Kružliak                    | Árbitro(s): Ivan Kružliak |

| 19 de octubre de 2011 | Armenia       | 1:2 (1:1) | Serbia             | Suvača Stadium, Pećinci, Serbia |                                |
| 14:30 (CEST)          | - Minasyan 6' | Reporte   | - 33', 60' Ivković | Árbitro(s): Ioannis Anastasiou  | Árbitro(s): Ioannis Anastasiou |

| 22 de octubre de 2011 | Serbia                                                                          | 6:1 (4:0) | Gales       | Stadion Promenada, Sremska Mitrovica, Serbia |                               |
| 14:30 (CEST)          | - Ivković 4' - Zdjelar 9' - Simić 33' - Jakšić 38' - Tepić 61' - Janković 80+3' | Reporte   | - 63' Jones | Árbitro(s): Aleksander Gauzer                | Árbitro(s): Aleksander Gauzer |

| 22 de octubre de 2011 | Lituania                            | 4:0 (1:0) | Armenia | Suvača Stadium, Pećinci, Serbia |                           |
| 14:30 (CEST)          | - Stankevičius 20', 57', 73', 80+1' | Reporte   |         | Árbitro(s): Ivan Kružliak       | Árbitro(s): Ivan Kružliak |

### Grupo 10
Sede:  Luxemburgo.
| Equipo            | Pts | PJ | PG | PE | PP | GF | GC | Dif |
| ----------------- | --- | -- | -- | -- | -- | -- | -- | --- |
| Francia           | 9   | 3  | 3  | 0  | 0  | 11 | 0  | 11  |
| Luxemburgo (H)    | 4   | 3  | 1  | 1  | 1  | 2  | 3  | -1  |
| Irlanda del Norte | 3   | 3  | 1  | 0  | 2  | 3  | 5  | -2  |
| Islas Feroe       | 1   | 3  | 0  | 1  | 2  | 1  | 9  | -8  |

| 28 de octubre de 2011 | Francia                                                     | 5:0 (3:0) | Islas Feroe | Stade Joseph Philippart, Rodange, Luxemburgo |                               |
| 16:30 (CEST)          | - Martial 16', 48' - Labidi 22' - Brunard 28' - Chemlal 61' | Reporte   |             | Árbitro(s): Þorvaldur Árnason                | Árbitro(s): Þorvaldur Árnason |

| 28 de octubre de 2011 | Irlanda del Norte | 0:1 (0:1) | Luxemburgo  | Stade Municipal, Pétange, Luxemburgo |                              |
| 19:00 (CEST)          |                   | Reporte   | - 7' Sacras | Árbitro(s): Miroslav Zelinka         | Árbitro(s): Miroslav Zelinka |

| 30 de octubre de 2011 | Irlanda del Norte            | 2:0 (2:0) | Islas Feroe | Stade Municipal, Pétange, Luxemburgo |                            |
| 16:30 (CEST)          | - McGillian 30' - Ball 40+1' | Reporte   |             | Árbitro(s): Vlado Glođović           | Árbitro(s): Vlado Glođović |

| 30 de octubre de 2011 | Luxemburgo | 0:2 (0:1) | Francia            | Stade um Bëchel, Hautcharage, Luxemburgo |                              |
| 19:00 (CEST)          |            | Reporte   | - 12', 55' Chemlal | Árbitro(s): Miroslav Zelinka             | Árbitro(s): Miroslav Zelinka |

| 2 de noviembre de 2011 | Francia                              | 4:0 (2:0) | Irlanda del Norte | Stade um Bëchel, Hautcharage, Luxemburgo |                            |
| 19:00 (CEST)           | - Martial 14', 50', 65' - Fofana 20' | Reporte   |                   | Árbitro(s): Vlado Glođović               | Árbitro(s): Vlado Glođović |

| 2 de noviembre de 2011 | Islas Feroe    | 1:1 (0:0) | Luxemburgo     | Stade Joseph Philippart, Rodange, Luxemburgo |                               |
| 19:00 (CEST)           | - Jacobsen 49' | Reporte   | - 80+4' Mersch | Árbitro(s): Þorvaldur Árnason                | Árbitro(s): Þorvaldur Árnason |

### Grupo 11
Sede:  Montenegro.
| Equipo         | Pts | PJ | PG | PE | PP | GF | GC | Dif |
| -------------- | --- | -- | -- | -- | -- | -- | -- | --- |
| España         | 9   | 3  | 3  | 0  | 0  | 10 | 1  | 9   |
| Polonia        | 6   | 3  | 2  | 0  | 1  | 5  | 2  | 3   |
| Montenegro (H) | 3   | 3  | 1  | 0  | 2  | 4  | 4  | 0   |
| Malta          | 0   | 3  | 0  | 0  | 3  | 0  | 12 | -12 |

| 19 de octubre de 2011 | Polonia                                   | 3:0 (0:0) | Malta | Camp FSCG, Podgorica, Montenegro |                               |
| 14:30 (CEST)          | - Stępiński 42' (pen.), 56' - Rabiega 51' | Reporte   |       | Árbitro(s): Yevhen Aranovskyi    | Árbitro(s): Yevhen Aranovskyi |

| 19 de octubre de 2011 | España                    | 2:1 (1:1) | Montenegro       | Estadio Pod Goricom, Podgorica, Montenegro |                          |
| 18:00 (CEST)          | - Ramírez 31' (pen.), 44' | Reporte   | - 40+1' Boljević | Árbitro(s): Jakob Kehlet                   | Árbitro(s): Jakob Kehlet |

| 21 de octubre de 2011 | España                                                                | 6:0 (2:0) | Malta | Mladost Stadion, Podgorica, Montenegro |                          |
| 14:30 (CEST)          | - Samper 9' - Ramírez 30' (pen.), 69', 80' - Argüez 56' - Serrano 59' | Reporte   |       | Árbitro(s): Jakob Kehlet               | Árbitro(s): Jakob Kehlet |

| 22 de octubre de 2011 | Montenegro | 0:2 (0:0) | Polonia                  | Camp FSCG, Podgorica, Montenegro |                           |
| 12:30 (CEST)          |            | Reporte   | - 70' Cierpka - 75' Żwir | Árbitro(s): Aleksei Eskov        | Árbitro(s): Aleksei Eskov |

| 24 de octubre de 2011 | Polonia | 0:2 (0:0) | España             | Estadio Pod Goricom, Podgorica, Montenegro |                               |
| 14:30 (CEST)          |         | Reporte   | - 56', 57' Ramírez | Árbitro(s): Yevhen Aranovskiy              | Árbitro(s): Yevhen Aranovskiy |

| 24 de octubre de 2011 | Malta | 0:3 (0:2) | Montenegro                                     | Camp FSCG, Podgorica, Montenegro |                           |
| 14:30 (CEST)          |       | Reporte   | - 12' Krstović - 13' Cmiljanić - 79' Lalošević | Árbitro(s): Aleksei Eskov        | Árbitro(s): Aleksei Eskov |

### Grupo 12
Sede:  Estonia.
| Equipo      | Pts | PJ | PG | PE | PP | GF | GC | Dif |
| ----------- | --- | -- | -- | -- | -- | -- | -- | --- |
| Alemania    | 9   | 3  | 3  | 0  | 0  | 8  | 0  | 8   |
| Albania     | 4   | 3  | 1  | 1  | 1  | 3  | 3  | 0   |
| Eslovaquia  | 3   | 3  | 1  | 0  | 2  | 2  | 6  | -4  |
| Estonia (H) | 1   | 3  | 0  | 1  | 2  | 1  | 11 | -10 |

| 13 de octubre de 2011 | Eslovaquia  | 1:2 (0:0) | Albania               | Estadio Kadriorg, Tallin, Estonia |                            |
| 14:00 (EEST)          | - Ďuriš 45' | Reporte   | - 43', 58' Ymeralilaj | Árbitro(s): Domagoj Vučkov        | Árbitro(s): Domagoj Vučkov |

| 13 de octubre de 2011 | Alemania                                                        | 5:0 (1:0) | Estonia | A. Le Coq Arena, Tallin, Estonia |                         |
| 18:00 (EEST)          | - Gnabry 10' - Süle 61' - Sarr 66' - Benkarit 74' - Dudziak 80' | Reporte   |         | Árbitro(s): Kenn Hansen          | Árbitro(s): Kenn Hansen |

| 15 de octubre de 2011 | Eslovaquia                                                | 5:0 (2:0) | Estonia | A. Le Coq Arena, Tallin, Estonia |                            |
| 18:00 (EEST)          | - Ďuriš 7' - Škriniar 17' - Zuziak 70', 80+4' - Šatka 72' | Reporte   |         | Árbitro(s): Domagoj Vučkov       | Árbitro(s): Domagoj Vučkov |

| 15 de octubre de 2011 | Albania | 0:1 (0:0) | Alemania          | Estadio Kadriorg, Tallin, Estonia |                                   |
| 18:00 (EEST)          |         | Reporte   | - 52' (pen.) Sarr | Árbitro(s): Davit Kharitonashvili | Árbitro(s): Davit Kharitonashvili |

| 18 de octubre de 2011 | Alemania                      | 2:0 (2:0) | Eslovaquia | Estadio Kadriorg, Tallin, Estonia |                         |
| 14:00 (EEST)          | - Goretzka 12' - Benkarit 23' | Reporte   |            | Árbitro(s): Kenn Hansen           | Árbitro(s): Kenn Hansen |

| 18 de octubre de 2011 | Estonia    | 1:1 (0:0) | Albania             | A. Le Coq Arena, Tallin, Estonia  |                                   |
| 14:00 (EEST)          | - Paur 80' | Reporte   | - 52' (pen.) Jonuzi | Árbitro(s): Davit Kharitonashvili | Árbitro(s): Davit Kharitonashvili |

### Grupo 13
Sede:  Israel.
| Equipo     | Pts | PJ | PG | PE | PP | GF | GC | Dif |
| ---------- | --- | -- | -- | -- | -- | -- | -- | --- |
| Islandia   | 6   | 3  | 2  | 0  | 1  | 3  | 5  | -2  |
| Suiza      | 4   | 3  | 1  | 1  | 1  | 7  | 4  | 3   |
| Grecia     | 4   | 3  | 1  | 1  | 1  | 4  | 2  | 2   |
| Israel (H) | 3   | 3  | 1  | 0  | 2  | 4  | 7  | -3  |

| 12 de octubre de 2011 | Grecia                                             | 4:1 (2:1) | Israel      | Haberfeld Stadium, Rishon LeZion, Israel |                            |
| 11:00 (IST)           | - Papadopoulos 32', 59' - Vergos 34' - Fountas 61' | Reporte   | - 39' Ohana | Árbitro(s): Bardhyl Pashaj               | Árbitro(s): Bardhyl Pashaj |

| 12 de octubre de 2011 | Suiza                                                                    | 5:1 (3:1) | Islandia         | Estadio Municipal, Bat Yam, Israel |                             |
| 11:00 (IST)           | - Tarashaj 10' - Mazreku 20' - Garetto 22' - Thali 69' - Sulejmani 80+4' | Reporte   | - 40' Ásmundsson | Árbitro(s): Oleksandr Derdo        | Árbitro(s): Oleksandr Derdo |

| 14 de octubre de 2011 | Grecia | 0:1 (0:0) | Islandia            | Estadio Municipal, Bat Yam, Israel |                           |
| 11:00 (IST)           |        | Reporte   | - 48' Thorsteinsson | Árbitro(s): Slavko Vinčić          | Árbitro(s): Slavko Vinčić |

| 14 de octubre de 2011 | Israel                        | 3:2 (0:2) | Suiza                          | Haberfeld Stadium, Rishon LeZion, Israel |                            |
| 11:00 (IST)           | - Ohana 41', 47' - Harush 59' | Reporte   | - 25' Sulejmani - 37' Tarashaj | Árbitro(s): Bardhyl Pashaj               | Árbitro(s): Bardhyl Pashaj |

| 17 de octubre de 2011 | Suiza | 0:0     | Grecia | Estadio Municipal, Bat Yam, Israel |                             |
| 11:00 (IST)           |       | Reporte |        | Árbitro(s): Oleksandr Derdo        | Árbitro(s): Oleksandr Derdo |

| 17 de octubre de 2011 | Islandia      | 1:0 (0:0) | Grecia | Haberfeld Stadium, Rishon LeZion, Israel |                           |
| 11:00 (IST)           | - Pálsson 77' | Reporte   |        | Árbitro(s): Slavko Vinčić                | Árbitro(s): Slavko Vinčić |

### Ranking de los terceros puestos
Los dos mejores terceros lugares de los 13 grupos clasificaron a la siguiente ronda junto a los 2 mejores de cada grupo. (Se contabilizan los resultados obtenidos en contra de los ganadores y los segundos clasificados de cada grupo).
| Pos. | Grupo | Equipo               | PJ | PG | PE | PP | GF | GC | DG | Pts |
| ---- | ----- | -------------------- | -- | -- | -- | -- | -- | -- | -- | --- |
| 1    | 9     | Gales                | 2  | 1  | 0  | 1  | 3  | 6  | -3 | 3   |
| 2    | 8     | Bulgaria             | 2  | 0  | 1  | 1  | 2  | 3  | -1 | 1   |
| 3    | 3     | Macedonia del Norte  | 2  | 0  | 1  | 1  | 1  | 2  | -1 | 1   |
| 4    | 13    | Grecia               | 2  | 0  | 1  | 1  | 0  | 1  | -1 | 1   |
| 5    | 7     | Azerbaiyán           | 2  | 0  | 1  | 1  | 0  | 1  | -1 | 1   |
| 6    | 4     | Kazajistán           | 2  | 0  | 1  | 1  | 1  | 3  | -2 | 1   |
| 7    | 5     | Austria              | 2  | 0  | 0  | 2  | 3  | 5  | -2 | 0   |
| 8    | 2     | Rumania              | 2  | 0  | 0  | 2  | 0  | 2  | -2 | 0   |
| 9    | 11    | Montenegro           | 2  | 0  | 0  | 2  | 1  | 4  | -3 | 0   |
| 10   | 12    | Eslovaquia           | 2  | 0  | 0  | 2  | 1  | 4  | -3 | 0   |
| 11   | 1     | Noruega              | 2  | 0  | 0  | 2  | 2  | 6  | -4 | 0   |
| 12   | 6     | Bosnia y Herzegovina | 2  | 0  | 0  | 2  | 0  | 5  | -5 | 0   |
| 13   | 10    | Irlanda del Norte    | 2  | 0  | 0  | 2  | 0  | 5  | -5 | 0   |

## Ronda Elite
La ronda élite fue la segunda ronda de clasificación para el torneo final del Campeonato Europeo Sub-17 de la UEFA 2012. Los 28 equipos que avanzaron de la ronda de clasificación se distribuyeron en siete grupos de cuatro equipos cada uno, con cada grupo disputando en un formato de todos contra todos, con uno de los cuatro equipos organizando los seis juegos de grupo. Los siete equipos ganadores de grupo clasificaron automáticamente para el torneo final en Eslovenia.
El sorteo se realizó el 29 de noviembre de 2011 en Nyon, Suiza.

### Grupo 1
Sede:  Francia.
| Equipo      | Pts | PJ | PG | PE | PP | GF | GC | Dif |
| ----------- | --- | -- | -- | -- | -- | -- | -- | --- |
| Francia (H) | 9   | 3  | 3  | 0  | 0  | 6  | 2  | 4   |
| Suecia      | 4   | 3  | 1  | 1  | 1  | 3  | 3  | 0   |
| Italia      | 4   | 3  | 1  | 1  | 1  | 2  | 2  | 0   |
| Suiza       | 0   | 3  | 0  | 0  | 3  | 2  | 6  | -4  |

| 24 de marzo de 2012 | Francia       | 1:0 (0:0) | Italia | Stade Guy Boniface, Mont-de-Marsan, Francia |                            |
| 15:00 (CEST)        | - Chemlal 71' | Reporte   |        | Árbitro(s): Vitali Meshkov                  | Árbitro(s): Vitali Meshkov |

| 24 de marzo de 2012 | Suecia             | 2:0 (2:0) | Suiza | Estadio Maurice Boyau, Dax, Francia |                           |
| 18:00 (CEST)        | - Tanković 5', 20' | Reporte   |       | Árbitro(s): Orel Grinfeld           | Árbitro(s): Orel Grinfeld |

| 26 de marzo de 2012 | Italia | 0:0     | Suecia | Stade Municipal de l'Argenté, Mont-de-Marsan, Francia |                                   |
| 15:00 (CEST)        |        | Reporte |        | Árbitro(s): Aleksandrs Anufrijevs                     | Árbitro(s): Aleksandrs Anufrijevs |

| 26 de marzo de 2012 | Francia                    | 2:1 (2:0) | Suiza          | Stade André Darrigade, Dax, Francia |                           |
| 18:00 (CEST)        | - Jean 19' - Martial 40+2' | Reporte   | - 68' Tarashaj | Árbitro(s): Orel Grinfeld           | Árbitro(s): Orel Grinfeld |

| 29 de marzo de 2012 | Suecia       | 1:3 (0:1) | Francia                             | Stade Guy Boniface, Mont-de-Marsan, Francia |                                   |
| 18:00 (CEST)        | - Zeneli 70' | Reporte   | - 40' Jean - 62' Martial - 73' Saïd | Árbitro(s): Aleksandrs Anufrijevs           | Árbitro(s): Aleksandrs Anufrijevs |

| 29 de marzo de 2012 | Suiza          | 1:2 (0:0) | Italia                   | Stade André Darrigade, Dax, Francia |                            |
| 18:00 (CEST)        | - Tarashaj 73' | Reporte   | - 70' Cerri - 74' Tutino | Árbitro(s): Vitali Meshkov          | Árbitro(s): Vitali Meshkov |

### Grupo 2
Sede:  Luxemburgo.
| Equipo          | Pts | PJ | PG | PE | PP | GF | GC | Dif |
| --------------- | --- | -- | -- | -- | -- | -- | -- | --- |
| Polonia         | 9   | 3  | 3  | 0  | 0  | 7  | 1  | 6   |
| República Checa | 4   | 3  | 1  | 1  | 1  | 2  | 3  | -1  |
| Bielorrusia     | 2   | 3  | 0  | 2  | 1  | 1  | 3  | -2  |
| Luxemburgo (H)  | 1   | 3  | 0  | 1  | 2  | 3  | 6  | -3  |

| 24 de marzo de 2012 | República Checa | 0:2 (0:1) | Polonia                       | Stade Achille Hammerel, Luxemburgo, Luxemburgo |                              |
| 16:00 (CEST)        |                 | Reporte   | - 35' Rabiega - 48' Stępiński | Árbitro(s): Michael Johansen                   | Árbitro(s): Michael Johansen |

| 24 de marzo de 2012 | Bielorrusia    | 1:1 (0:0) | Luxemburgo      | Stade John Grün, Mondorf-les-Bains, Luxemburgo |                                 |
| 18:00 (CEST)        | - Kaplenko 68' | Reporte   | - 65' Steinmetz | Árbitro(s): Gunnar Jarl Jónsson                | Árbitro(s): Gunnar Jarl Jónsson |

| 26 de marzo de 2012 | Polonia                      | 2:0 (2:0) | Bielorrusia | Stade John Grün, Mondorf-les-Bains, Luxemburgo |                                 |
| 16:30 (CEST)        | - Stępiński 3' - Cierpka 16' | Reporte   |             | Árbitro(s): Christos Nicolaides                | Árbitro(s): Christos Nicolaides |

| 26 de marzo de 2012 | República Checa            | 2:1 (1:0) | Luxemburgo     | Stade de la Frontière, Esch-sur-Alzette, Luxemburgo |                                 |
| 19:00 (CEST)        | - Matoušek 38' - Chorý 78' | Reporte   | - 80+2' Holter | Árbitro(s): Gunnar Jarl Jónsson                     | Árbitro(s): Gunnar Jarl Jónsson |

| 29 de marzo de 2012 | Bielorrusia | 0:0     | República Checa | Stade de la Frontière, Esch-sur-Alzette, Luxemburgo |                              |
| 19:00 (CEST)        |             | Reporte |                 | Árbitro(s): Michael Johansen                        | Árbitro(s): Michael Johansen |

| 29 de marzo de 2012 | Luxemburgo  | 1:3 (1:1) | Polonia                                   | Stade Achille Hammerel, Luxemburgo, Luxemburgo |                                 |
| 19:00 (CEST)        | - Thill 18' | Reporte   | - 32' Łasicki - 55' Cierpka - 73' Linetty | Árbitro(s): Christos Nicolaides                | Árbitro(s): Christos Nicolaides |

### Grupo 3
Sede:  Georgia.
| Equipo      | Pts | PJ | PG | PE | PP | GF | GC | Dif |
| ----------- | --- | -- | -- | -- | -- | -- | -- | --- |
| Georgia (H) | 7   | 3  | 2  | 1  | 0  | 3  | 1  | 2   |
| España      | 5   | 3  | 1  | 2  | 0  | 7  | 3  | 4   |
| Inglaterra  | 3   | 3  | 1  | 0  | 2  | 1  | 5  | -4  |
| Ucrania     | 1   | 3  | 0  | 1  | 2  | 2  | 4  | -2  |

| 26 de marzo de 2012 | España     | 1:1 (0:1) | Georgia                    | Estadio Mikheil Meskhi, Tiflis, Georgia |                          |
| 12:00 (GET)         | - Sáez 59' | Reporte   | - 2' (pen.) Chechelashvili | Árbitro(s): Chris Reisch                | Árbitro(s): Chris Reisch |

| 26 de marzo de 2012 | Inglaterra     | 1:0 (0:0) | Ucrania | Estadio Borís Paichadze, Tiflis, Georgia |                            |
| 14:00 (GET)         | - Chambers 56' | Reporte   |         | Árbitro(s): Markus Hameter               | Árbitro(s): Markus Hameter |

| 28 de marzo de 2012 | Georgia              | 1:0 (0:0) | Inglaterra | Estadio Mikheil Meskhi, Tiflis, Georgia |                          |
| 12:00 (GET)         | - Papunashvili 80+4' | Reporte   |            | Árbitro(s): Chris Reisch                | Árbitro(s): Chris Reisch |

| 28 de marzo de 2012 | España                    | 2:2 (1:1) | Ucrania                       | Estadio Borís Paichadze, Tiflis, Georgia |                              |
| 14:00 (GET)         | - Calero 19' - Bustos 72' | Reporte   | - 8' Tyshchenko - 71' Bilonoh | Árbitro(s): Nikolay Yordanov             | Árbitro(s): Nikolay Yordanov |

| 31 de marzo de 2012 | Inglaterra | 0:4 (0:0) | España                                                | Estadio Borís Paichadze, Tiflis, Georgia |                              |
| 12:00 (GET)         |            | Reporte   | - 45' Calero - 47' Grimaldo - 57' Samper - 80+4' Gayà | Árbitro(s): Nikolay Yordanov             | Árbitro(s): Nikolay Yordanov |

| 31 de marzo de 2012 | Ucrania | 0:1 (0:1) | Georgia          | Estadio Mikheil Meskhi, Tiflis, Georgia |                            |
| 12:00 (GET)         |         | Reporte   | - 6' Mzevashvili | Árbitro(s): Markus Hameter              | Árbitro(s): Markus Hameter |

### Grupo 4
Sede:  Alemania.
| Equipo       | Pts | PJ | PG | PE | PP | GF | GC | Dif |
| ------------ | --- | -- | -- | -- | -- | -- | -- | --- |
| Alemania (H) | 7   | 3  | 2  | 1  | 0  | 6  | 1  | +5  |
| Portugal     | 5   | 3  | 1  | 2  | 3  | 0  | 0  | +3  |
| Bulgaria     | 4   | 3  | 1  | 1  | 1  | 3  | 2  | +1  |
| Turquía      | 0   | 3  | 0  | 0  | 3  | 0  | 9  | -9  |

| 20 de marzo de 2012 | Alemania                                                        | 4:0 (2:0) | Turquía | Sportpark am Vinnenweg, Bremen, Alemania |                          |
| 15:00 (CEST)        | - Meyer 20' - Çağıran 29' (a.g.) - Benkarit 74' - Lohkemper 79' | Reporte   |         | Árbitro(s): Kevin Clancy                 | Árbitro(s): Kevin Clancy |

| 20 de marzo de 2012 | Portugal | 0:0     | Bulgaria | Weserstadion Platz 11, Bremen, Alemania |                             |
| 18:00 (CEST)        |          | Reporte |          | Árbitro(s): Jonathan Lardot             | Árbitro(s): Jonathan Lardot |

| 22 de marzo de 2012 | Alemania        | 2:1 (2:0) | Bulgaria     | Weserstadion Platz 11, Bremen, Alemania |                          |
| 12:00 (CEST)        | - Meyer 7', 18' | Reporte   | - 57' Tsonev | Árbitro(s): Mitja Žganec                | Árbitro(s): Mitja Žganec |

| 22 de marzo de 2012 | Turquía | 0:3 (0:2) | Portugal                                            | BSA Findorff, Bremen, Alemania |                          |
| 15:00 (CEST)        |         | Reporte   | - 15' Podstawski - 39' (pen.) Rodrigues - 62' Silva | Árbitro(s): Kevin Clancy       | Árbitro(s): Kevin Clancy |

| 25 de marzo de 2012 | Portugal | 0:0     | Alemania | Sportpark am Vinnenweg, Bremen, Alemania |                          |
| 12:00 (CEST)        |          | Reporte |          | Árbitro(s): Mitja Žganec                 | Árbitro(s): Mitja Žganec |

| 25 de marzo de 2012 | Bulgaria                    | 2:0 (2:0) | Turquía | BSA Findorff, Bremen, Alemania |                             |
| 12:00 (CEST)        | - Dryanov 13' - Angelov 18' | Reporte   |         | Árbitro(s): Jonathan Lardot    | Árbitro(s): Jonathan Lardot |

### Grupo 5
Sede:  Países Bajos.
| Equipo           | Pts | PJ | PG | PE | PP | GF | GC | Dif |
| ---------------- | --- | -- | -- | -- | -- | -- | -- | --- |
| Países Bajos (H) | 7   | 3  | 2  | 1  | 0  | 7  | 2  | 5   |
| Serbia           | 7   | 3  | 2  | 1  | 0  | 5  | 1  | 4   |
| Albania          | 3   | 3  | 1  | 0  | 2  | 2  | 8  | -6  |
| Irlanda          | 0   | 3  | 0  | 0  | 3  | 2  | -5 | -3  |

| 22 de marzo de 2012 | Serbia      | 1:0 (0:0) | Irlanda | Sportpark Zuideinderpark, Schijndel, Países Bajos |                         |
| 17:00 (CEST)        | - Jokić 66' | Reporte   |         | Árbitro(s): Ádám Németh                           | Árbitro(s): Ádám Németh |

| 22 de marzo de 2012 | Países Bajos                              | 4:0 (1:0) | Albania | SV Venray, Venray, Países Bajos |                           |
| 19:00 (CEST)        | - Vilhena 37', 47' - Haye 49' - Vloet 52' | Reporte   |         | Árbitro(s): Dennis Antamo       | Árbitro(s): Dennis Antamo |

| 24 de marzo de 2012 | Serbia                                     | 3:0 (1:0) | Albania | SV Venray, Venray, Países Bajos |                               |
| 15:00 (CEST)        | - Simić 32' - Veljković 58' - Janković 67' | Reporte   |         | Árbitro(s): Andranik Arsenyan   | Árbitro(s): Andranik Arsenyan |

| 24 de marzo de 2012 | Irlanda            | 1:2 (1:0) | Países Bajos       | Sportpark Zuideinderpark, Schijndel, Países Bajos |                           |
| 17:00 (CEST)        | - Hayes 30' (pen.) | Reporte   | - 43', 55' Vilhena | Árbitro(s): Dennis Antamo                         | Árbitro(s): Dennis Antamo |

| 27 de marzo de 2012 | Países Bajos | 1:1 (0:0) | Serbia      | Sportpark Zuideinderpark, Schijndel, Países Bajos |                         |
| 19:00 (CEST)        | - Huser 60'  | Reporte   | - 76' Jokić | Árbitro(s): Ádám Németh                           | Árbitro(s): Ádám Németh |

| 27 de marzo de 2012 | Albania                             | 2:1 (1:0) | Irlanda        | SV Venray, Venray, Países Bajos |                               |
| 19:00 (CEST)        | - Marku 35' (pen.) - Ymeralilaj 49' | Reporte   | - 43' Grealish | Árbitro(s): Andranik Arsenyan   | Árbitro(s): Andranik Arsenyan |

### Grupo 6
Sede:  Escocia.
| Equipo      | Pts | PJ | PG | PE | PP | GF | GC | Dif |
| ----------- | --- | -- | -- | -- | -- | -- | -- | --- |
| Islandia    | 7   | 3  | 2  | 1  | 0  | 7  | 2  | 5   |
| Dinamarca   | 7   | 3  | 2  | 1  | 0  | 8  | 5  | 3   |
| Escocia (H) | 3   | 3  | 1  | 0  | 2  | 3  | 4  | -1  |
| Lituania    | 0   | 3  | 0  | 0  | 3  | 1  | 8  | -7  |

| 20 de marzo de 2012 | Dinamarca            | 2:2 (0:0) | Islandia                       | Cappielow Park, Greenock, Escocia |                            |
| 19:30 (GMT)         | - Mathiasen 42', 55' | Reporte   | - 47' Bergsson - 75' Birgisson | Árbitro(s): Domagoj Vučkov        | Árbitro(s): Domagoj Vučkov |

| 20 de marzo de 2012 | Escocia       | 1:0 (0:0) | Lituania | Somerset Park, Ayr, Escocia |                             |
| 19:30 (GMT)         | - Findlay 65' | Reporte   |          | Árbitro(s): Johnny Casanova | Árbitro(s): Johnny Casanova |

| 22 de marzo de 2012 | Dinamarca                                   | 3:1 (3:0) | Lituania          | Somerset Park, Ayr, Escocia |                             |
| 19:30 (GMT)         | - Mathiasen 5' - Andersen 25' - Nielsen 26' | Reporte   | - 73' Petravičius | Árbitro(s): Johnny Casanova | Árbitro(s): Johnny Casanova |

| 22 de marzo de 2012 | Islandia          | 1:0 (0:0) | Escocia | Dumbarton Football Stadium, Dumbarton, Escocia |                             |
| 19:30 (GMT)         | - Finnbogason 43' | Reporte   |         | Árbitro(s): Laurent Kopriwa                    | Árbitro(s): Laurent Kopriwa |

| 25 de marzo de 2012 | Escocia               | 2:3 (1:1) | Dinamarca                               | Cappielow Park, Greenock, Escocia |                            |
| 15:00 (GMT)         | - Kidd 27' - Aird 67' | Reporte   | - 24' Højbjerg - 63' Crone - 74' Jensen | Árbitro(s): Domagoj Vučkov        | Árbitro(s): Domagoj Vučkov |

| 25 de marzo de 2012 | Lituania | 0:4 (0:2) | Islandia                                                                       | Dumbarton Football Stadium, Dumbarton, Escocia |                             |
| 15:00 (GMT)         |          | Reporte   | - 15' (pen.) Sigurjónsson - 21' Thorsteinsson - 53' Bergsson - 69' Finnbogason | Árbitro(s): Laurent Kopriwa                    | Árbitro(s): Laurent Kopriwa |

### Grupo 7
Aunque Hungría originalmente ganó el grupo por diferencia de goles, Bélgica presentó una protesta, ya que Rusia había presentado a un jugador no elegible en su partido contra Bélgica. Por lo tanto, la victoria por 1-0 de Bélgica fue reemplazada por una victoria predeterminada por 3-0 para Bélgica, lo que hizo que superara a Hungría en la clasificación. Esta decisión fue apelada por la Federación Húngara de Fútbol.
Sede:  Hungría.
| Equipo      | Pts | PJ | PG | PE | PP | GF | GC | Dif |
| ----------- | --- | -- | -- | -- | -- | -- | -- | --- |
| Bélgica     | 7   | 3  | 2  | 1  | 0  | 8  | 2  | 7   |
| Hungría (H) | 7   | 3  | 2  | 1  | 0  | 10 | 5  | 7   |
| Rusia       | 3   | 3  | 1  | 0  | 2  | 4  | 7  | 3   |
| Gales       | 0   | 3  | 0  | 0  | 3  | 2  | 10 | 0   |

| 23 de marzo de 2012 | Hungría                   | 2:2 (2:1) | Bélgica                       | Globall Football Park, Telki, Hungría |                           |
| 15:00 (CEST)        | - Tóth 34' - Németh 40+3' | Reporte   | - 22' Dendoncker - 44' Dehond | Árbitro(s): Jari Järvinen             | Árbitro(s): Jari Järvinen |

| 23 de marzo de 2012 | Rusia                       | 2:1 (1:0) | Gales      | Városi Stadion, Tatabánya, Hungría |                               |
| 15:00 (CEST)        | - Yashchuk 22' - Korián 71' | Reporte   | - 62' Hill | Árbitro(s): Vasilis Dimitriou      | Árbitro(s): Vasilis Dimitriou |

| 25 de marzo de 2012 | Hungría                                       | 5:1 (2:0) | Gales       | Globall Football Park, Telki, Hungría |                            |
| 15:00 (CEST)        | - Bobál 8', 60', 69' - Vida 24' - Medgyes 45' | Reporte   | - 44' Jones | Árbitro(s): Leonardo Guidi            | Árbitro(s): Leonardo Guidi |

| 25 de marzo de 2012 | Bélgica          | 1:0 (0:0) | Rusia | Városi Stadion, Tatabánya, Hungría |                               |
| 15:00 (CEST) | - Dendoncker 70' | Reporte   |       | Árbitro(s): Vasilis Dimitriou      | Árbitro(s): Vasilis Dimitriou |
| Bélgica, su victoria por 1-0 contra Rusia, se convirtió en una victoria por 3-0 debido a que sus oponentes alinearon a un jugador no elegible. |                  |           |       |                                    |                               |

| 28 de marzo de 2012 | Rusia                      | 2:3 (0:1) | Hungría                                 | Globall Football Park, Telki, Hungría |                           |
| 15:00 (CEST)        | - Turik 48' - Yashchuk 77' | Reporte   | - 39' Berecz - 43' Bobál - 80+2' Farkas | Árbitro(s): Jari Järvinen             | Árbitro(s): Jari Järvinen |

| 28 de marzo de 2012 | Gales | 0:3 (0:1) | Bélgica                           | Városi Stadion, Tatabánya, Hungría |                            |
| 15:00 (CEST)        |       | Reporte   | - 33', 60' Dierckx - 65' Biscotti | Árbitro(s): Leonardo Guidi         | Árbitro(s): Leonardo Guidi |